# Julija Tichonova
Julija Dmitrjevna Tichonova, accreditata come Yulia Tikhonova dalla FIS (in russo Юлия Дмитриевна Тихонова?; 11 maggio 1986), è un'ex fondista russa naturalizzata bielorussa dalla stagione 2014-2015.

## Biografia
In Coppa del Mondo ha esordito il 16 gennaio 2010 a Otepää (25ª) e ha ottenuto il primo podio il 6 febbraio 2011 a Rybinsk (3ª).
Ha partecipato ai Campionati mondiali di Val di Fiemme 2013 (32ª nella 30 km), di Falun 2015 (40ª nella 30 km) e di Lahti 2017 (35ª nella 10 km, 30ª nella 30 km, 42ª nella sprint, 11ª nella sprint a squadre).  Ai XXIII Giochi olimpici invernali di Pyeongchang 2018, sua prima presenza olimpica, si è classificata 40ª nella 10 km, 35ª nella sprint, 42ª nello skiathlon, 16ª nella sprint a squadre, 14ª nella staffetta e non ha completato la 30 km.

## Palmarès

### Coppa del Mondo
- Miglior piazzamento in classifica generale: 62ª nel 2012
- 1 podio (a squadre):
  - 1 terzo posto